# 千葉都市單軌電車1000型電聯車
千葉都市單軌電車1000型電聯車（日语：／ Chiba Toshi Monorēru 1000-gata densha）是千葉都市單軌電車使用的懸吊式單軌電聯車。1000型在千葉都市單軌電車2號線於1988年3月開業以來便開始投入使用，並隨著單軌電車線的延伸而陸續引進，其車輛總數共計為40輛。
本型車使用鋁合金製造成可防火的車體結構，其塗裝以銀色為主，並搭配鈷藍色與天空藍的條紋。車廂的內裝材質除天花板外均採用纖維強化塑膠，並配備絨布材質的長條式座椅；而座椅上方並未設置行李架。駕駛室後方則設有可放置輪椅的專用空間。
由於1000型電聯車的車體逐漸老化，因此千葉都市單軌電車開始逐步將部分車輛報廢。本型車最先報廢的編組是在2007年2月廢車的第8編組，而第1編組則在2013年1月退役並報廢。同時該公司自2015年開始引進新型車輛千葉都市單軌電車0型電聯車進行汰換，並預計在2028年將現時仍在使用中的1000型電聯車全數更換成0型電聯車。